# Ludwinów (Biała Podlaska)
Pour les articles homonymes, voir Ludwinów.
Ludwinów (prononciation : [ludˈvʲinuf]) est un village polonais de la gmina de Leśna Podlaska dans le powiat de Biała Podlaska de la voïvodie de Lublin dans l'est de la Pologne.
Il se situe à environ 2 kilomètres au sud de Leśna Podlaska (siège de la gmina), 12 kilomètres au nord-ouest de Biała Podlaska (siège du powiat) et 102 kilomètres au nord de Lublin (capitale de la voïvodie).
Le village comptait approximativement une population de 131 habitants en 2013.

## Histoire
De 1975 à 1998, le village est attaché administrativement à la voïvodie de Biała Podlaska.

Depuis 1999, il fait partie de la voïvodie de Lublin.